# Stazione di Soazza
La stazione di Soazza era una stazione ferroviaria posta lungo la ex linea ferroviaria a scartamento ridotto Bellinzona-Mesocco chiusa nel 1972, era a servizio del comune di Soazza.

## Storia

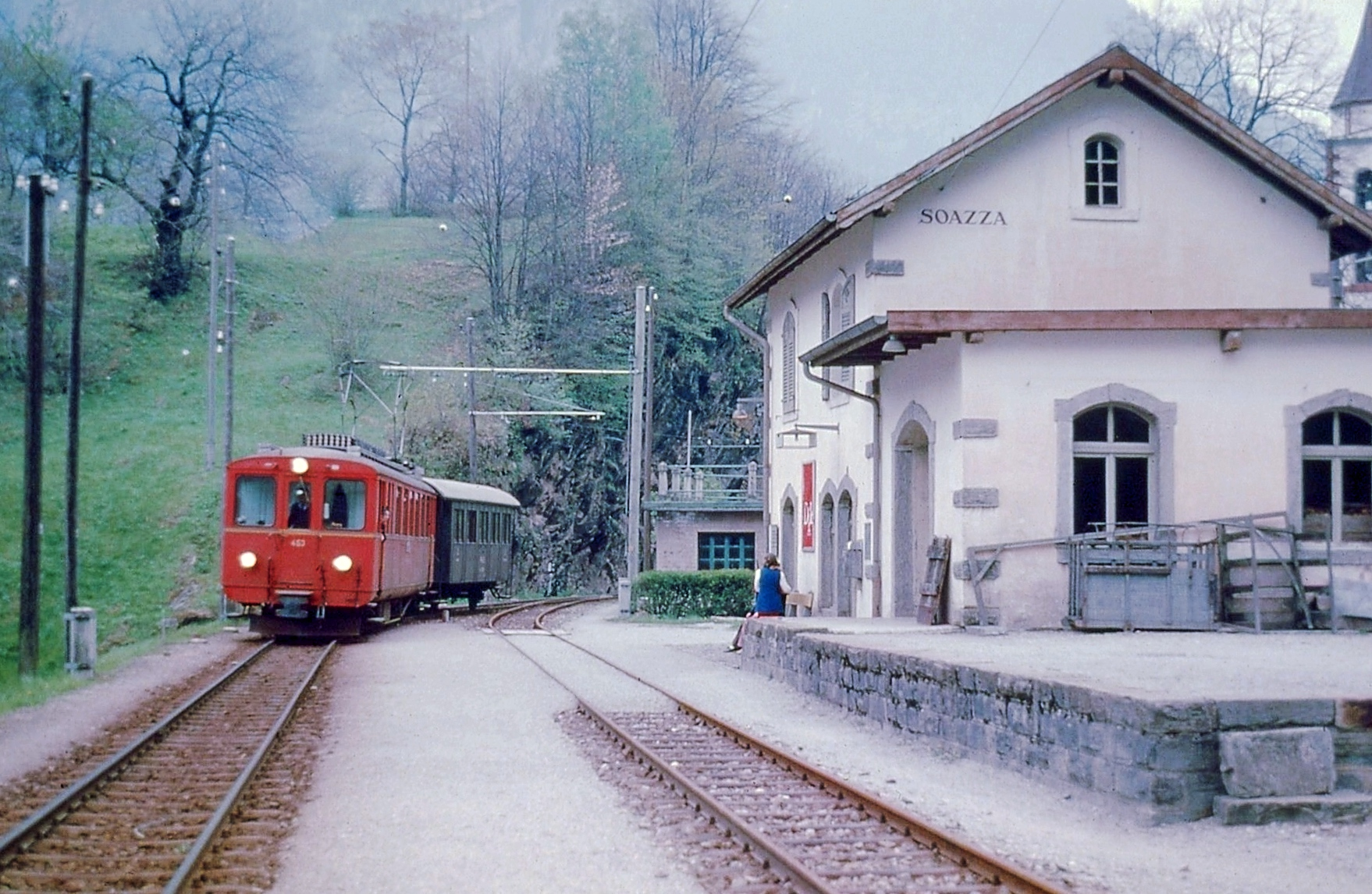
La stazione nel 1970

La fermata fu aperta il 31 luglio 1907, per la seconda tratta fra Lostallo e Mesocco, per il completamento della linea Bellinzona-Mesocco. Fu chiusa il 27 maggio 1972 all'intera linea.

## Strutture ed impianti
Era costituita da un fabbricato viaggiatori e due binari. Rimane il fabbricato ristrutturato, che ora fa parte del Centro culturale di Circolo a Soazza, mentre i due binari sono stati smantellati.